# Понте Кјона (Перуђа)
Понте Кјона је насеље у Италији у округу Перуђа, региону Умбрија.
Према процени из 2011. у насељу је живело 191 становника. Насеље се налази на надморској висини од 227 м.